# روث إيلدر
روث إيلدر (بالإنجليزية: Ruth Elder)‏ هي طيارة وممثلة أمريكية، ولدت في 8 سبتمبر 1902 في أننيستون في الولايات المتحدة، وتوفيت في 9 أكتوبر 1977 في سان فرانسيسكو في الولايات المتحدة.

## وصلات خارجية
- روث إيلدر على موقع IMDb (الإنجليزية)
- روث إيلدر على موقع قاعدة بيانات الفيلم (الإنجليزية)